# 奧爾沙攻勢
奧爾沙攻勢為蘇軍及德軍在1943年秋末冬初時於白俄羅斯爆發的一系列戰鬥，奧爾沙地區則是聖彼得堡—基輔南北向道路與明斯克—莫斯科東西向道路的交會點。在莫斯科戰役於1941年冬季失敗後，中央集團軍於其所負責的前線(及德蘇前線的中央)改採守勢。1942年，此處明顯不活躍的時段給予德軍機會及時間強化加固其防禦陣地。

## 序幕

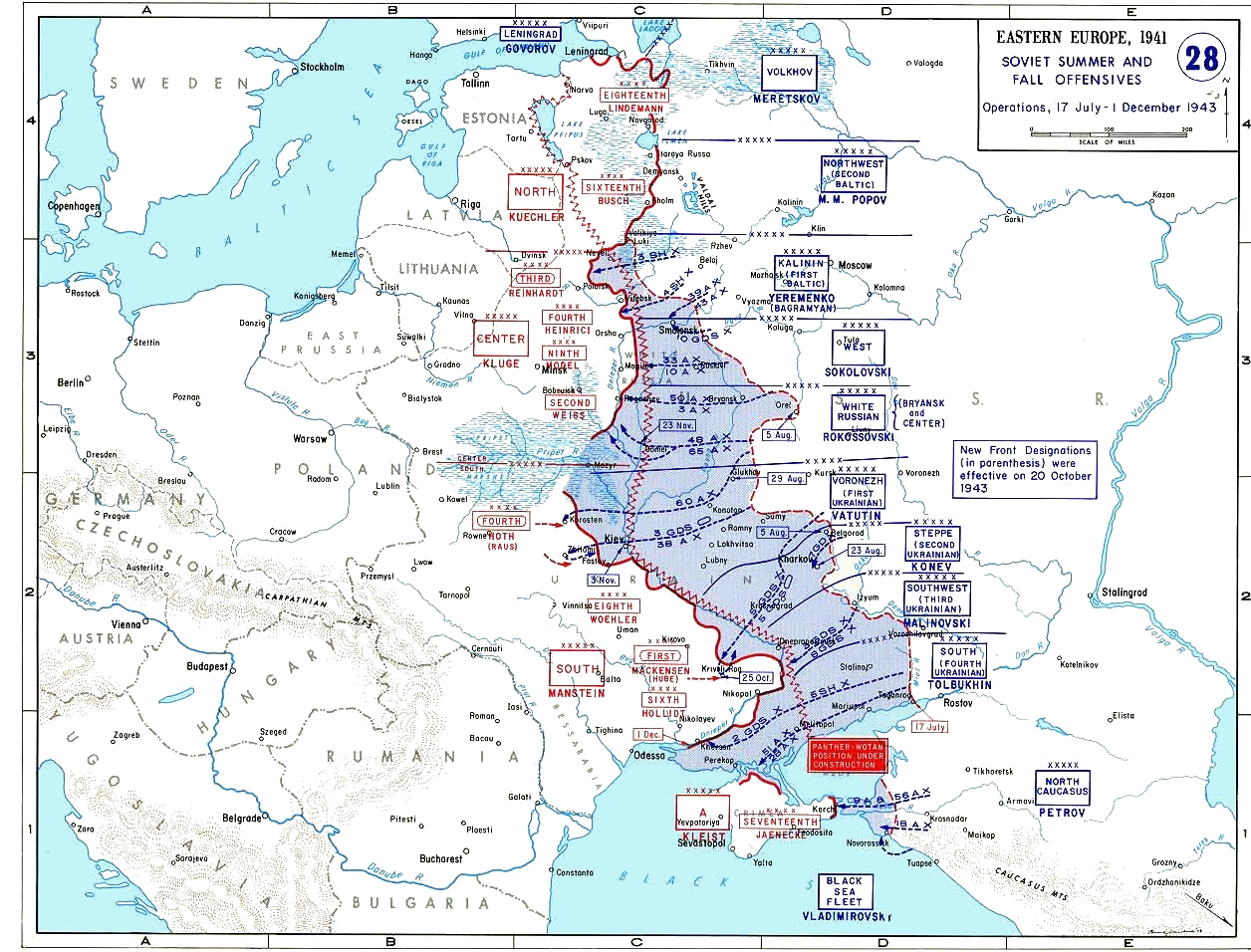
潘特—沃坦防線

在斯摩倫斯克戰役失敗後，德軍撤退至黑豹—斯德露防線。隸屬於中央集團軍由海因里希指揮的第四軍團駐守於奧爾沙周圍；北方則是由萊因哈特指揮並駐守於維捷布斯克的第三裝甲軍團；南方則為由莫德爾指揮並駐守於博布鲁伊斯克東邊的第9軍團。另一方面，由於蘇聯最高統帥部將解放烏克蘭視為他們的首要目標，所以下聶伯河攻勢具有裝備補給及增援部隊的優先權。

## 戰役
第四軍團被蘇聯追趕至潘特—沃坦防線後，蘇聯西部方面軍沿明斯克—莫斯科高速公路兩側發動強大攻擊，一路攻向主要十字路口奧爾沙，另一路則攻向博古舍夫斯克。